# 卧龙乡 (孝感市)
卧龙乡，是中华人民共和国湖北省孝感市孝南区下辖的一个乡镇级行政单位。

## 行政区划
卧龙乡下辖以下地区：
河口街社区、卧龙街社区、卫东村、七里村、复兴村、长湖村、高潮村、邓垸村、大福村、大明村、群乐村、长征村、巩固村、汪雷村、金星村、三合村、西闸村、八埠村、环光村、卧龙潭村、饶屋村、联益村、夹沟村、群丰村、水砦村、万红村、白龙村、杨林村、茨林村、周垸村、熊家湾村、新垸村和联邦村。